# Sound of Impact
Albums de Big Black
The Hammer Party
(1986) Headache
(1987)
Sound of Impact est un bootleg live officiel du groupe Big Black publié en 1987 par le label britannique Blast First.
L'édition originale a été limitée à deux mille copies, les mille premières et les cinq cents dernières ayant été pressées sans l'autorisation du groupe. Le groupe étant officiellement encore sous contrat avec Homestead Records à l'époque, ni le nom du groupe ni les titres des chansons ne figurent sur la pochette ou le livret ; certaines versions indiquent également le faux nom de « Walls Have Ears » (« les murs ont des oreilles ») pour le label.
Les pistes 1 à 8 ont été enregistrées à Muncie (Indiana), les pistes 9 à 15 à Minneapolis (Minnesota) dans le cadre d'une tournée du groupe en 1986 à l'occasion de la sortie du premier album, Atomizer.
Sur l'album, on peut entendre à plusieurs reprises un Steve Albini détendu et facétieux, ce qui contraste avec l'image habituelle, austère, qui est souvent donnée de lui.

## Pistes
1. Ready Men
2. Big Money
3. Pigeon Kill
4. Passing Complexion
5. Crack Up
6. RIP
7. Jordan, Minnesota
8. Steelworker (Short Fragment)
9. Cables
10. Pigeon Kill
11. Kerosene
12. Bad Penny
13. Deep Six
14. RIP
15. Rema Rema

## Personnel
- Dave Riley: basse
- Santiago Durango: guitare, chœur
- Steve Albini: guitare, chant
- Roland TR-606: batterie